# Julie Ann Emery
Julie Ann Emery (ur. 16 stycznia 1975 w Crossville) – amerykańska aktorka, która wystąpiła m.in. w serialach Preacher, Zadzwoń do Saula i Fargo.

## Filmografia

### Filmy
| Rok  | Tytuł                                        | Rola            | Uwagi                   |
| ---- | -------------------------------------------- | --------------- | ----------------------- |
| 2005 | Hitch: Najlepszy doradca przeciętnego faceta | Casey Sedgewick |                         |
| 2006 | Gillery's Little Secret                      | Abbie           | film krótkometr.        |
| 2007 | Pictures of Hollis Woods                     | Izzy Regan      | film TV                 |
| 2008 | The Rainbow Tribe                            | Lauren          |                         |
| 2008 | Dom                                          | Leslie          |                         |
| 2012 | The History of Future Folk                   | Holly           |                         |
| 2013 | Movie 43                                     | Claire          | segment: "Homeschooled" |
| 2017 | Obdarowani                                   | Pat Golding     |                         |
| 2019 | I Hate Kids                                  | Joanna          |                         |
| 2019 | 3 Days with Dad                              | Susan           |                         |
| 2020 | Walkaway Joe                                 | Gina McCarthy   |                         |
| 2020 | Teenage Badass                               | Rae Jaffe       |                         |

### Seriale
| Rok        | Tytuł                             | Rola                | Uwagi              |
| ---------- | --------------------------------- | ------------------- | ------------------ |
| 2001–2003  | Ostry dyżur                       | Niki Lumley         | 6 odc.             |
| 2002       | The Drew Carey Show               | Amy                 | 1 odcinek          |
| 2002       | Wybrańcy obcych                   | Amelia              | 3 odc.             |
| 2002       | Sąd najwyższy                     | Leah Barnes         | 4 odc.             |
| 2003–2005  | Line of Fire                      | Jennifer Sampson    | 13 odc.            |
| 2005       | Pani prezydent                    | Joan Greer          | 5 odc.             |
| 2006       | Zaklinacz dusz                    | dr Penn Gorgan      | 1 odcinek          |
| 2006       | Kości                             | Janine O’Connell    | 1 odc.             |
| 2007–2008  | Powrót na October Road            | Christine Cataldo   | 3 odc.             |
| 2007       | Poślubione armii                  | Sarah Belgrad       | 1 odc.             |
| 2007–2008  | The Riches                        | GiGi                | 4 odc.             |
| 2008       | Dexter                            | Fiona Camp          | 1 odc.             |
| 2009       | Cupid                             | Riley               | 1 odc.             |
| 2009       | Terminator: Kroniki Sary Connor   | Nurse Hobson        | 1 odc.             |
| 2009–2011  | Then We Got Help!                 | Emily               | 20 odc.            |
| 2011       | W garniturach                     | Vanessa             | 2 odc.             |
| 2011       | Układy                            | Tara Conway         | 2 odc.             |
| 2014       | Agenci NCIS                       | Erin Pace           | 1 odc.             |
| 2014       | Unforgettable: Zapisane w pamięci | Shelby Delson       | 1 odc.             |
| 2014       | Fargo                             | Ida Thurman         | 4 odc.             |
| 2015       | Masters of Sex                    | Jo                  | 2 odc.             |
| 2015       | The Following                     | Nancy               | 1 odc.             |
| 2015, 2022 | Zadzwoń do Saula                  | Betsy Kettleman     | 5 odc.             |
| 2016       | Mroczne zagadki Los Angeles       | det. Stephanie Dunn | 5 odc.             |
| 2016       | Agenci NCIS: Nowy Orlean          | Karen Hardy         | 1 odc.             |
| 2017–2019  | Preacher                          | Lara Featherstone   | w gł. obsadzie     |
| 2019       | Paragraf 22                       | Marion Scheisskopf  | miniserial; 3 odc. |
| 2020–2021  | Bosch                             | Sylvia Reece        | 11 odc.            |
| 2021       | Pazury                            | Kim                 | 1 odc.             |
| 2022       | Five Days at Memorial             | Diane Robichaux     | 1 odc.             |